# کاستلار دلا ریبرا
کاستلار دلا ریبرا (به اسپانیایی: Castellar de la Ribera) یک منطقهٔ مسکونی در اسپانیا است که در سولسونس واقع شده‌است. کاستلار دلا ریبرا ۶۰٫۲ کیلومتر مربع مساحت دارد ۶۵۷ متر بالاتر از سطح دریا واقع شده‌است.